# Історія Александра Ґрема Белла
«Історія Александра Ґрема Белла» (англ. The Story of Alexander Graham Bell) — американська біографічна драма режисера Ірвінга Каммінгса 1939 року.

## Синопсис
Заснована на реальних подіях картина, що оповідає про ключові епізоди життя одного з основоположників телефонії — американського вченого і бізнесмена, який задав вектор розвитку телекомунікаційної галузі в США, Александра Ґрема Белла.

## У ролях
- Дон Амічі — Александр Ґрем Белл
- Лоретта Янг — місіс Мейбл Габбард Белл
- Генрі Фонда — Томас Вотсон
- Чарльз Коберн — Гарднер Габбард
- Джин Локгарт — Томас Сандерс
- Спрінг Баїнтон — місіс Габбард
- Селлі Блейн — Гертруда Габбард
- Поллі Енн Янґ — Грейс Гббард
- Джорджіана Янґ — Берта Габбард
- Бобс Вотсон — Джордж Сандерс